# Historia de la eternidad
Historia de la eternidad es el título de un libro de ensayos publicado en 1936 por el escritor argentino Jorge Luis Borges, en la editorial Viau y Zona de Buenos Aires.
El libro tiene dos epígrafes, uno de Quevedo y otro de Samuel Johnson, y aparece rubricado al final: Adrogué, 1933.

## Contenido
En el ensayo que da título al libro, y que viene complementado por otros dos posteriores (La doctrina de los ciclos y El tiempo circular), el autor diserta con largueza acerca del tiempo y la eternidad, principalmente desde los puntos de vista platónico, cristiano y nietzscheano. Según declara el propio Borges en el prólogo de la obra, la eternidad 

es un artificio espléndido que nos libra, siquiera de manera fugaz, de la intolerable opresión de lo sucesivo.
 Borges (1997, pp. 9 y 10) 

En los ensayos Las Kenningar y La metáfora, analiza este recurso poético, en particular desde el punto de vista de la antigua epopeya germánica. Comparando las metáforas presentes en las antiguas sagas islandesas con otras de siglos muy posteriores, observamos que las mismas se repiten de cultura en cultura:

veo algo así como la reductio ad absurdum de cualquier propósito de elaborar metáforas nuevas. Lugones y Baudelaire, he sospechado, no fracasaron menos que los poetas cortesanos de Islandia.
 Borges (1997, p. 80) 

En Los traductores de Las mil y una noches se comentan las distintas versiones antiguas de la célebre colección de cuentos orientales.
Completan el libro uno de sus más conocidos relatos ensayísticos, el cual aparece asimismo en su libro Ficciones: El acercamiento a Almotásim, y un breve y suculento repaso de la literatura satírica y el insulto clásico (El arte de injuriar).

## Ensayos
- Historia de la eternidad
- Las kenningar
- La metáfora
- La doctrina de los ciclos
- El tiempo circular
- Los traductores de las mil y una noches:

- El capitán Burton
- El doctor Mardrus
- Enno Littmann

- Dos notas:

- El acercamiento a Almotásim (cuento)
- El arte de injuriar